# ال‌اس‌آی
ال‌اس‌آی (انگلیسی: LSI)، که بعدها به LSI Logic تغییر نام داد، یک شرکت آمریکایی بود که در سانتا کلارا، کالیفرنیا تأسیس شد و در زمینه تولید تراشه‌های ASIC و ابزارهای طراحی الکترونیکی (EDA) پیشگام بود. این شرکت در طول زمان تکامل یافت و به طراحی و فروش نیم‌رساناها و نرم‌افزارهایی پرداخت که ذخیره‌سازی و شبکه را در مراکز داده، شبکه‌های تلفن همراه و رایانه‌های شخصی سرعت می‌بخشیدند.
به عبارت دیگر، LSI در قلب فناوری‌هایی قرار داشت که به افزایش سرعت و کارایی دستگاه‌های مختلف کمک می‌کردند. محصولات این شرکت در زمینه‌های مختلفی مانند ذخیره‌سازی داده‌ها، شبکه‌های رایانه‌ای و ارتباطات موبایل کاربرد داشتند.
در نهایت، LSI توسط شرکت Avago Technologies خریداری شد که خود بعدها به Broadcom تغییر نام داد. با این حال، میراث LSI به عنوان یکی از پیشگامان صنعت نیم‌رسانا همچنان پا بر جا است.